# Forcipomyia takahashii
Forcipomyia takahashii är en tvåvingeart som beskrevs av Tokunaga 1940. Forcipomyia takahashii ingår i släktet Forcipomyia och familjen svidknott.
Artens utbredningsområde är Taiwan. Inga underarter finns listade i Catalogue of Life.